# Geografía de Canarias

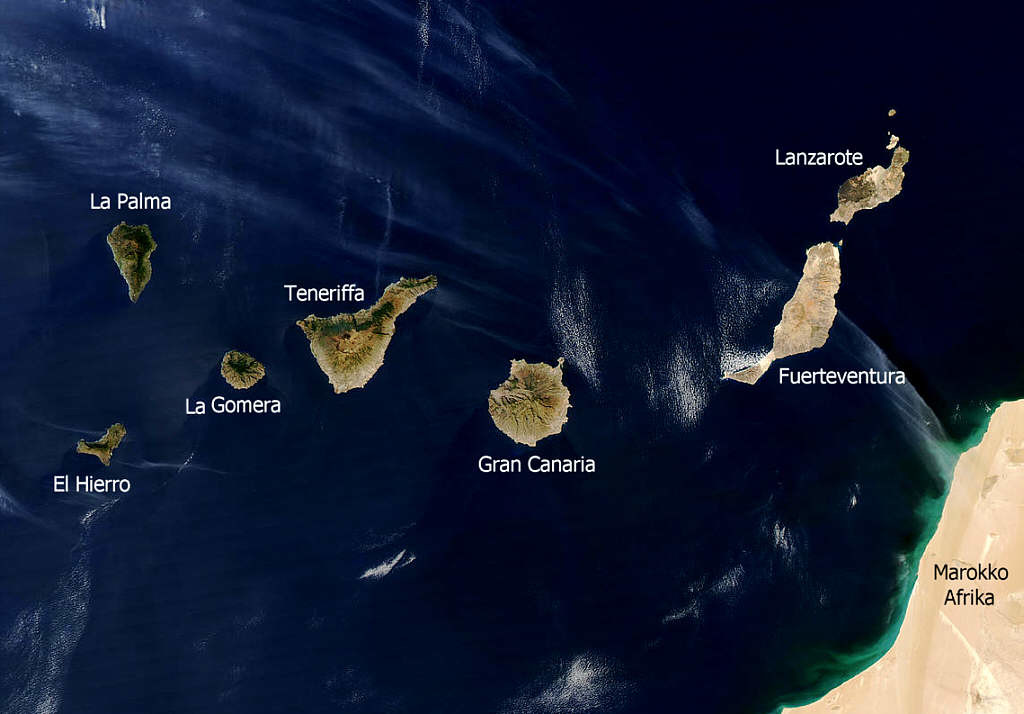
Imagen satélite de las Islas Canarias.

Las Islas Canarias se encuentran en el océano Atlántico central entre las latitudes 27° 38′ 16″ N y 29° 24′ 40″ N y , y las longitudes 13° 19′ 54″ O de La Baja (en el Roque del Este) y 18° 09′ 38″ O del Roque del Guincho (en El Hierro, 27°43′08″N 18°09′40″O / 27.7188479, -18.1610494).  Está a 97 kilómetros de Marruecos y el Sahara occidental y a unos 1400 kilómetros de la península ibérica. Se encuentra, pues, en el huso horario del meridiano 15°. Estamos ante un archipiélago de origen volcánico con ocho islas (Tenerife, La Palma, La Gomera, El Hierro, Gran Canaria, Lanzarote, Fuerteventura y La Graciosa;  y cinco menores Alegranza, Montaña Clara, Lobos, Roque del Este y Roque del Oeste). Todas las islas menores suman 114 kilómetros de costa. Canarias tiene una superficie de 7.447 km², y sus costas tienen una longitud total de 1.583 kilómetros. En el censo del 2001 tiene 1.694.477 habitantes, lo que da una densidad media de 228 h/km², muy por encima de la media de España (81 h/km²). Por su situación geográfica, las Islas Canarias es la región más austral de España.
Canarias comprende dos provincias: Las Palmas, que engloba las islas de Gran Canaria, Fuerteventura, Lanzarote y La Graciosa; y Santa Cruz de Tenerife, con las islas de Tenerife, La Gomera, El Hierro y La Palma. Además, cada isla mayor está considerada como una unidad administrativa que está gobernada por un cabildo insular. Se convirtió en comunidad autónoma el 10 de agosto de 1982. La capital de la comunidad autónoma está compartida entre las ciudades de Santa Cruz de Tenerife y Las Palmas de Gran Canaria. Solo tiene por idioma oficial el español.
Las islas Canarias se conocen desde la Antigüedad, cuando fueron llamadas las islas Afortunadas gracias a lo dulce de su clima y a la generosidad de su tierra. Durante la Edad Media se perdió la memoria de su existencia y tuvieron una historia particular en la que la población guanche dominó las islas. Fueron redescubiertas en 1312 por el marino genovés Lanceloto Malocello, que desembarcó en la isla a la que dio nombre: Lanzarote. A mediados del siglo XIV, diversas expediciones mallorquinas llegaron hasta estas islas, como las de Jaume Ferrer, pero también llegaron vizcaínos, andaluces y portugueses. En 1344 el papa Clemente IV concedió las islas al infante castellano Luis de la Cerda con el título de príncipe de la Fortuna y la condición de emprender una «cruzada» de conquista. En 1402 Juan de Bethencourt y Gadifer de la Salle comienzan la conquista definitiva, pero ante las dificultades encontradas piden ayuda a Enrique III de Castilla al que ha de prestar vasallaje. De esta manera las islas entran en la órbita de la corona de Castilla. En 1477 los Reyes Católicos obtienen el derecho de conquista, cosa que inician al año siguiente con los capitanes Juan Rejón y Pedro de Algaba. La conquista de los últimos reductos se prologaría entre 1492 y 1496 de la mano de Alonso Fernández de Lugo. Las Canarias se harían fundamentales en la conquista de América a partir de 1492. Tras la entrada en la UE y a pesar de la situación de las islas, muy alejadas con respecto al núcleo de Europa, se integran perfectamente en la Unión Europea.

## Relieve
El territorio de Canarias es muy complejo debido a su carácter insular. Se trata de un archipiélago volcánico muy reciente (apenas tiene 30 millones de años). Los grandes edificios volcánicos se apoyan sobre grandes bloques de la corteza oceánica, y en la zona de contacto con la corteza continental africana. Las debilidades tectónicas que dieron lugar a las fallas y los bloques por las que surgió el magma se produjeron durante la orogenia alpina. Parecen coincidir, además, con la presencia de un punto caliente, en la que el manto tiene una corriente de ascensión. Así pues, la disposición de las islas refleja la red de fallas presentes en la corteza oceánica. Presentan un vulcanismo activo, aunque de poca intensidad. El grueso de las islas surgen en el Mioceno. Solo El Hierro y los islotes menores son del Cuaternario.
En la siguiente tabla se muestran las montañas más altas de cada una de las islas;
La historia geológica de las islas es muy compleja. Encontramos varias fases de coladas de lavas que dan un típico relieve volcánico. Las más antiguas se llaman macizos antiguos (que no hay que confundir con los macizos antiguos continentales) que aparecen en Gran Canaria, La Gomera, el norte de La Palma, el sur de Fuerteventura, y sectores de Tenerife y Lanzarote. Algo más modernas son las dorsales que aparecen en El Hierro, el sur de La Palma y sectores de Tenerife. Incluso en estos sectores más antiguos predominan las formas constructivas sobre las de erosión y sedimentación. No obstante, en las zonas estructuralmente deprimidas se acumulan grandes masas de derrubios poco rodados. Durante las grandes glaciaciones las Canarias tuvieron un clima más árido, que favoreció la erosión y la aparición de derrubios en las laderas y los barrancos. No obstante, la capacidad de transporte de las aguas es muy limitada y por lo tanto no han sido evacuados. En buena medida se trata de regolitos.
Las costas son las que más reciben el ímpetu de la erosión, debido a la actividad marina. Hay muy pocas zonas de acumulación, lo que se traduce en la existencia de muy pocas playas naturales. Predominan los grandes acantilados. Las playas y los campos de dunas están sobre plataformas de abrasión abandonadas, testigo de antiguos niveles del mar.
Lo más característico de las islas Canarias son los barrancos. Se trata del cauce esporádico por donde se dirigen las aguas corrientes presentes en las islas. Su recorrido es corto y generalmente tienen un perfil rectilíneo muy marcado. Su cauce está tapizado de derrubios arrastrados por las aguas.
A pesar del carácter montañoso de la mayor parte de las islas también encontramos importantes llanuras. En Lanzarote y Fuerteventura son característicos sus glacis, que destacan mucho debido a que son, estas, las islas más áridas (así como las más antiguas).

### Relieve de Tenerife

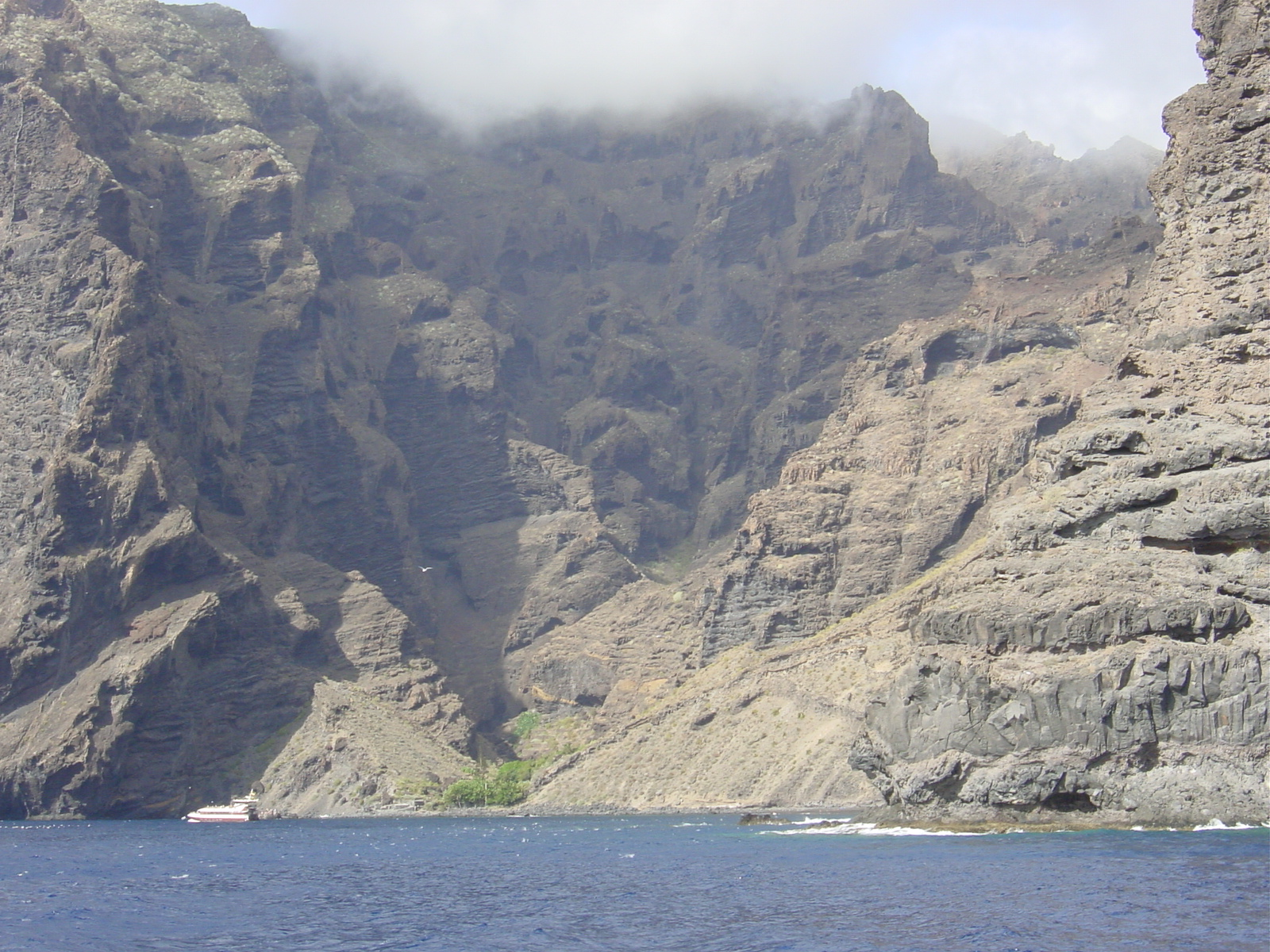
Los Gigantes, Tenerife. Acantilados sobre rocas volcánicas.

Tenerife es la mayor de las islas Canarias tiene una superficie de 2.034 km² y 342 kilómetros de costa. Se trata de una isla montañosa, en la que se encuentra el pico del Teide (3.718 m), la mayor altitud de España. Tiene una forma triangular, ligeramente alargada hacia el nordeste. Se encuentra en el centro del archipiélago. Tuvo su última erupción en 1909: la erupción del Chinyero. Es la isla de mayor complejidad geológica. Posee parajes con mucha personalidad como Anaga, el monte de La Esperanza, el valle de la Orotava o la dorsal de Pedro Gil (cordillera Dorsal). No obstante, el núcleo central de la isla son las Cañadas del Teide, que es una gran caldera volcánica. El relieve de Tenerife se organiza en torno a tres macizos: Anaga, Teno y Adeje; la dorsal de Pedro Gil y el edificio central.
Anaga ocupa el extremo nororiental. Tiene una dirección predominante NE-SO. Consta de una serie de valles profundos y angostos de corto recorrido, separados por estrechos interfluvios, rectilíneos que parten de las cumbres. Esta ha quedado reducida a una estrecha cresta de escasa elevación, debido a la erosión. Debido a la erosión encontramos múltiples forma derivadas. En el fondo de los barrancos encontramos formas de acumulación de derrubios. Sus costas se caracterizan por la presencia casi continua de acantilados. Anaga enlaza con la dorsal de Pedro Gil a través de la depresión de La Vega de La Laguna. Este valle se formó por el aporte de lavas sobre un vacío topográfico entre el volcán del Teide y Anaga, siendo, en principio una depresión endorreica, que ha propiciado la acumulación, hasta la colmatación, lagunar de derrubios.
Teno se encuentre en el extremo noroccidental de la isla y tiene una dirección general NO-SE. Posee una morfología similar a la de Anaga, pero con barrancos mucho más abruptos y profundos. Sus acantilados son, también, más espectaculares. Aquí se encuentra el acantilado de Los Gigantes. También encontramos el valle de El Palmar, relleno de depósitos de derrubios. Este valle se formó por el cierre temporal de la zona debido a una colada de lava. Teno enlaza con el Teide a través de un activo campo de volcanes. Aquí vemos la cumbre de Abeque y los volcanes de Garachico y Chinyero, que entraron en erupción en 1706 y 1909, respectivamente.
Adeje se encuentra al sur de Teno. Tiene menor relevancia morfológica. Posee una dirección estructural N-S.
Anaga y el edificio central enlazan entre sí a través de la dorsal de Pedro Gil. Tiene una dirección NE-SO. Su morfología responde a las pautas volcánicas directas, muy poco desmanteladas, aunque no faltan los profundos barrancos, producto de la erosión. No obstante, estos no son tan profundos y los interfluvios son más amplios. Aquí encontramos el valle de La Orotava, en la ladera norte, y el valle de Güímar, en la vertiente sur.
El edificio central es el de mayor extensión y altitud. Es el que acoge el Teide. Es un sector muy complejo ya que aquí se encuentran las tres direcciones estructurales presentes. Presenta el típico relieve volcánico, muy poco desmantelado. Su dorso meridional configura el sur de la isla (las Bandas del Sur). Aquí encontramos un activo vulcanismo reciente. El Teide se caracteriza por un conjunto de rampas que se elevan desde el mar hasta el borde exterior de la caldera volcánica. El sector central del Teide está formado por Las Cañadas del Teide, una depresión tectónica que es una caldera volcánica sobre la que se han construido edificios secundarios más recientes: el pico del Teide (3.718 m) y Pico Viejo (3.135 m).

### Relieve de La Palma
La Palma es una isla volcánica, con las cumbres más elevadas de Canarias, a excepción de las más altas de Tenerife, como el Roque de los Muchachos (2.426 m). En ella se registró la que fue la erupción más reciente en España hasta 2011, en 1971, en el volcán Teneguía, en la punta sur. En el Roque de los Muchachos existe uno de los observatorios astronómicos más importantes del mundo. Tiene una superficie de 708 km² y 166 kilómetros de costa. Se encuentra en el ángulo noroeste del archipiélago. Tiene una característica forma de almendra, con el ángulo más agudo apuntando hacia el sur. La Palma tiene una larga historia geológica. La mitad norte es la más antigua, y en ella convergen tres direcciones estructurales NE-SO, NO-SE y N-S. Configura un macizo antiguo. La máxima actividad volcánica corresponde al punto de intersección de estas tres direcciones estructurales. La mitad meridional es la más reciente y posee una dirección estructural dominante N-S.

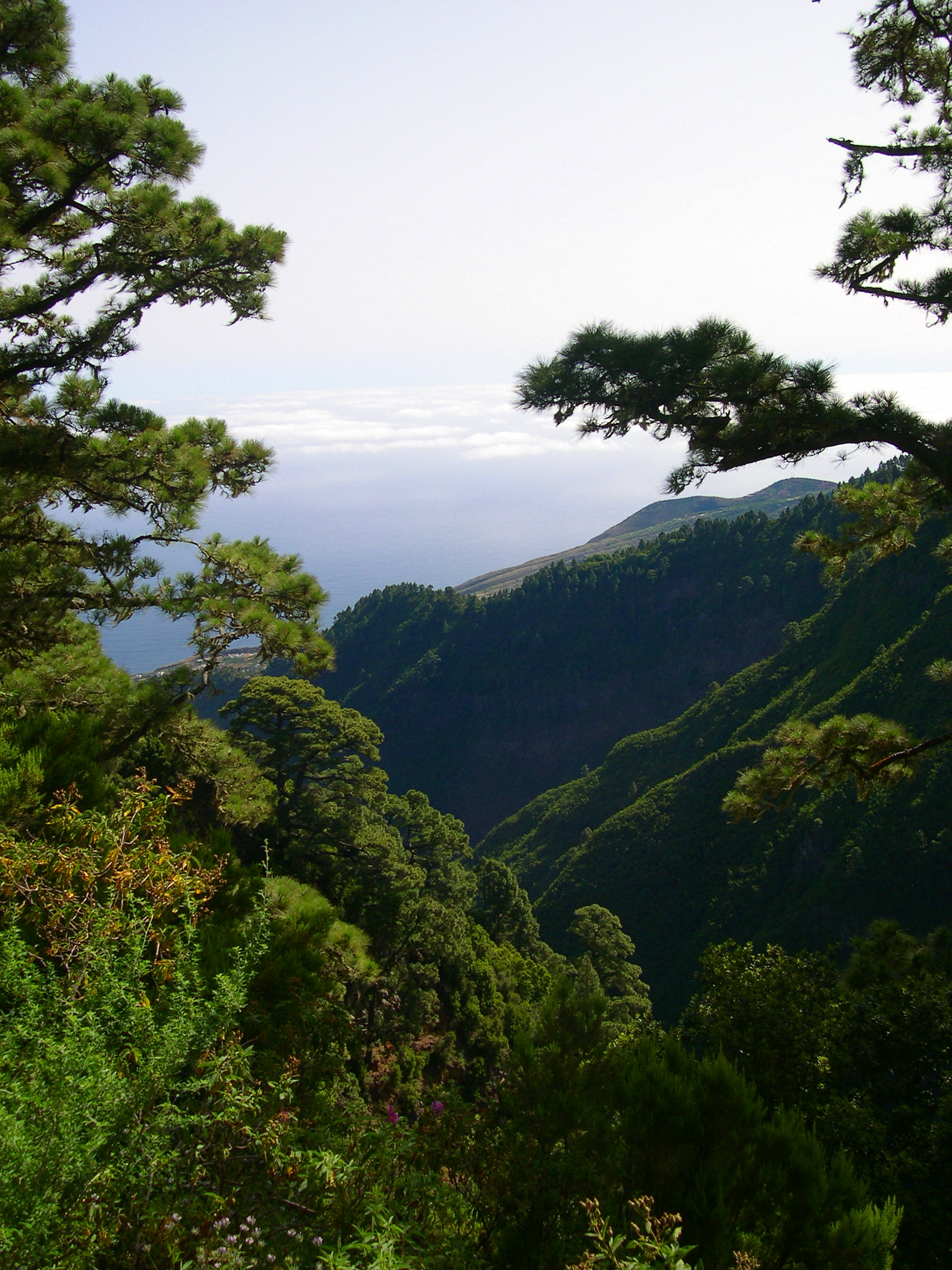
Zona norte de La Palma.

El conjunto presenta una forma de cúpula, cuyos materiales se disponen radialmente, que alcanzan mayor desarrollo cuando se extienden a favor de una de las direcciones fundamentales; como el barranco del Agua, en la vertiente NE o el barranco de Las Angustias, al oeste. El vulcanismo activo se extiende hasta la actualidad, aunque de forma puntual. Se presenta en la periferia del macizo: Puntallana (vertiente este), Barlovento (extremo noreste) y Puntagorda (al oeste). El accidente morfológico más importante es la caldera de Taburiente. Se trata de una caldera volcánica en cuyo interior se encuentran los materiales más antiguos de la isla, junto con algunos de los más modernos. La caldera presenta una pared vertical con escarpes de hasta mil metros. Las debilidades tectónicas han permitido que la erosión abra brechas que dan paso a la caldera. De esta manera se ha formado una red hidrológica bastante jerarquizada. El colector principal que desagua la caldera es el barranco de Las Angustias. El sector meridional de la isla es conocido como Cumbre Vieja. Paradójicamente este es el sector más joven de la isla, y por lo tanto la erosión no ha hecho aún una labor de desmantelamiento importante. Las formas más comunes son directas.
Los barrancos presentan incisiones muy laxas. Aquí se concentran la mayor cantidad de fenómenos volcánicos de la isla. El volcán de Teneguía, que entró en erupción en 1971 está en la punta más meridional de la isla. La costa es notablemente acantilada, debido a que el mar incide con fuerza en lavas poco consolidadas. Partes de las coladas de lavas se han quedado aisladas enfrente de la costa formando islas bajas. Este fenómeno afecta, sobre todo, a la costa occidental, donde destaca una isla surgida por una erupción submarina en 1949. Cumbre Vieja enlaza con la caldera de Taburiente a través de la dorsal de Cumbre Nueva.

### Relieve de La Gomera
La Gomera es una isla volcánica situada en el centro del archipiélago, a SO de Tenerife. Tiene una superficie de 350 km² y 100 kilómetros de costa. Su máxima altitud es el alto de Garajonay, de 1.487 metros. Tiene una forma notablemente redonda, aunque con una ligero alargamiento NO-SE, que es la dirección dominante de las estructuras de relieve. Toda la isla es un macizo antiguo, que no ha tenido manifestaciones volcánicas en todo el Cuaternario. Así pues la erosión ha transformado profundamente la isla, siendo los barrancos muy profundos y desarrollados, con interfluvios estrechos y de aguda crestas, y cuyos cauces se encuentran cubiertos por derrubios. Los barrancos se disponen de manera radial en torno a Garajonay. Garajonay presenta una forma de cúpula, con pendientes mucho más suaves que el resto de la isla. El otro rasgo característico del relieve de La Gomera es su costa acantilada, solo interrumpido por la desembocadura de los barrancos. Estos acantilados presentan paredes de entre 100 y 300 metros, notablemente verticales, e incluso en extraplomo.

### Relieve de El Hierro
El Hierro es una isla volcánica situada en el extremo suroccidental del archipiélago. Con una superficie de 264 km² y 110 kilómetros de costa se trata de la menor de las islas habitadas del archipiélago y la menos poblada. Su altitud más notable es Malpaso, de 1.501 metros. La punta Orchilla es el punto más occidental de la isla y constituyó el meridiano 0º hasta que fue sustituido por el de Greenwich. Justo enfrente se encuentra el Roque del Guincho, en punto más occidental de España. El Hierro es la isla más joven del archipiélago. Tiene una forma de codo doblado que se corresponde con las tres direcciones presentes en la isla NE-SO, NO-SE y N-S. Cada una de estas direcciones corresponde a una dorsal, que se encuentran en el centro de la isla. A pesar de ser una isla reciente no se conocían en ella erupciones históricas hasta 2011, cuando tuvo lugar la erupción submarina de La Restinga. El relieve se organiza en torno a las tres grandes dorsales y al Golfo.

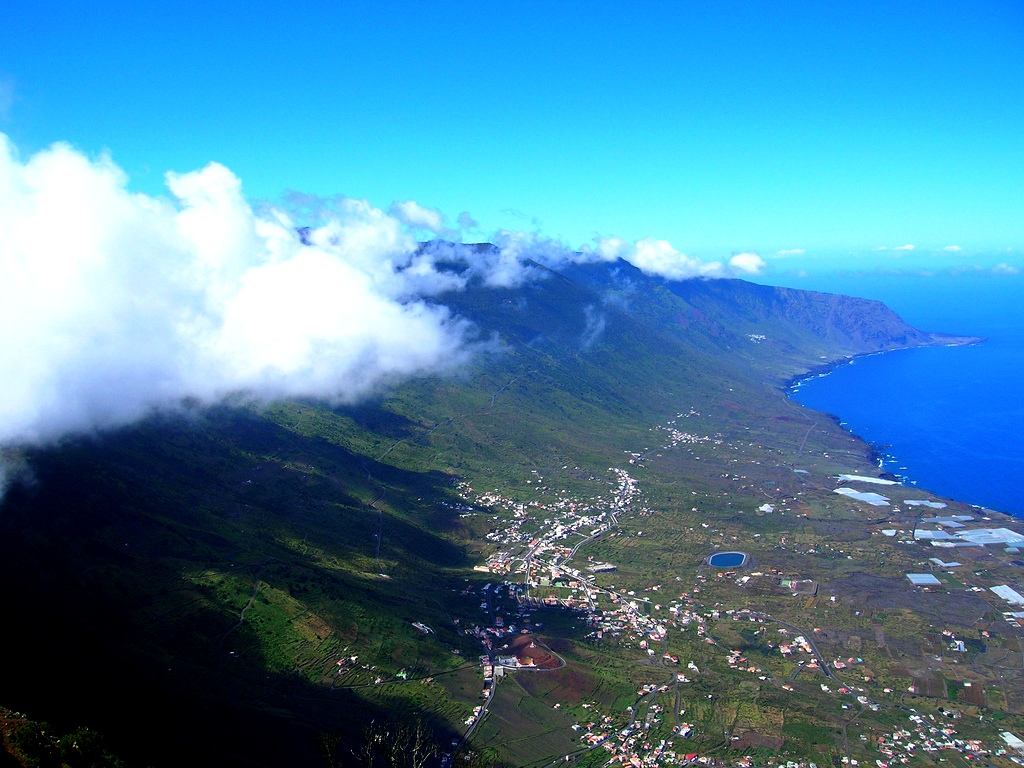
Valle de El Golfo.

La dorsal oriental es la de mayor desarrollo. Tiene una dirección NE-SO y se articula en torno al estratovolcán de Ventejís (1.137 m), y se prolonga por la cumbre de Montaña, Pedraje, Pelota y Cepones. Su relieve se caracteriza, a pesar de su juventud, por los profundos barrancos. En el extremo suroccidental enlaza con la meseta de Nisdafe. Al sureste encontramos la costa de Las Playas, y al noroeste los risco de Tibataje, que da paso al Golfo.
La dorsal occidental es solo un poco menor que la oriental, pero tiene más altitud. Aquí se encuentra Malpaso. Tiene una dirección estructural NO-SE. En la vertiente septentrional se encuentra el Golfo y en la meridional El Julan. El conjunto se resuelve en una serie de barrancos poco profundos. En el extremo occidental encontramos a suave pendiente de La Dehesa, que termina en altos acantilados. Aquí encontramos la punta de Orchilla.
La dorsal meridional tiene menos desarrollo. Tiene una dirección estructural N-S. Es la parte más joven de la isla, por lo que la erosión, aquí, ha incidido menos. En La Restinga encontramos el punto más meridional de España: Punta de los Saltos.
El Golfo es una gran plataforma de lavas que se encuentra al NO de la isla y está bordeada por un espectacular escarpe montañoso en forma de arco, que hoy tiene un aspecto tendido, pero que fue un poderoso acantilado, que ha sido desmantelado por la acción marina.

### Relieve de Gran Canaria

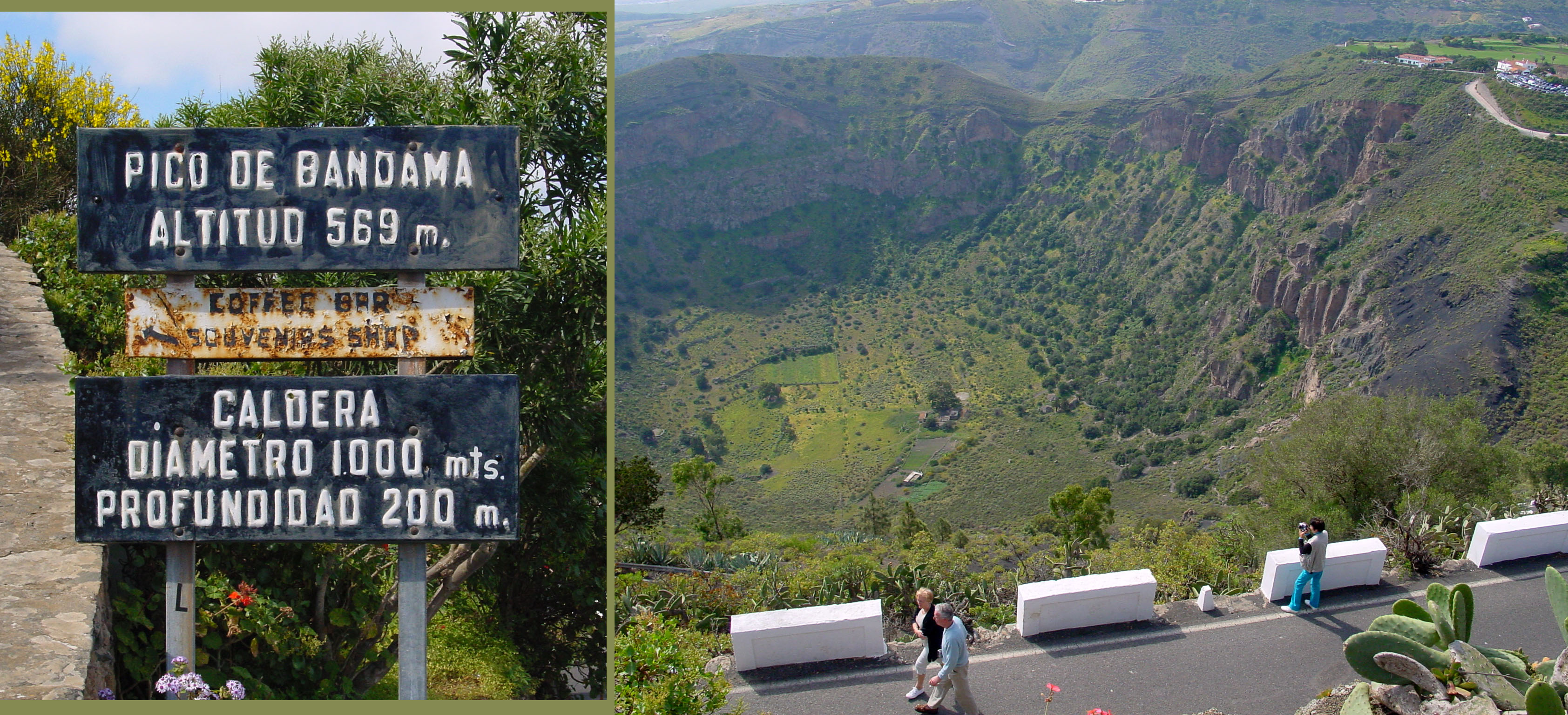
Caldera de Bandama.

Gran Canaria es una isla volcánica situada en el centro del archipiélago. Tiene una forma de concha de vieira, una superficie de 1.530 km², 256 kilómetros de costa y una altitud máxima de 1.956 metros que se alcanza en el Pico de las Nieves. Es la tercera isla del archipiélago en extensión (tras Tenerife y Fuerteventura) y altitud (tras Tenerife y La Palma). El edificio volcánico rebasó el nivel del mar hace 14 millones de años, habiendo tenido lugar la última erupción hace unos 3000 años, por lo que no se descartan erupciones en el futuro. Toda la isla, excepto la península de la Isleta, es un macizo antiguo, aunque los materiales de mayor edad se encuentran al suroeste y los más jóvenes al noreste. Así, las formas volcánicas están más desmanteladas en la mitad meridional denominada "Paleocanaria" o "Tamarán", aquí los barrancos son más profundos, con fondos planos presentando los interfluvios unas crestas más marcadas; la mitad norte de la isla denominada "Neocanaria" presenta un relieve menos erosionado. Encontramos en la zona paleocanaria paredes verticales de hasta 500 y 600 metros, e importantes conos de derrubios, producto de la erosión, que pueden llegar a formar amplios abanicos de aluviales, como es el caso del barranco de Fataga, al sur, donde se encuentran las dunas de Maspalomas. Los barrancos del sur presentan un fondo plano, en contraste con los del norte, que tienen forma de V. Los barrancos se organizan de forma radial en torno a la Cumbre central, una meseta entre grandes calderas volcánicas que ocupan el centro de la isla. De aquí parten hacia el oeste, por el interior de la Caldera de Tejeda, tres barrancos que al confluir forman el barranco de La Aldea, conjunto que constituye la cuenca hidrográfica más amplia de la isla. Existen otras calderas volcánicas, como la de Tirajana, que presenta escarpes de hasta 900 metros en la zona de Los Caideros. Esta caldera se encuentra recubierta de derrubios. La caldera de Bandama es el ejemplo más espectacular, en Canarias, de explosión freática. Salvo tramos puntuales la costa se caracteriza por la presencia continua de acantilados principalmente en los sectores norte y oeste, especialmente en esta última zona donde los acantilados sobrepasan de forma usual los 500 metros. Las costas este y sur son mucho más bajas, con numerosas playas arenosas.

### Relieve de Fuerteventura

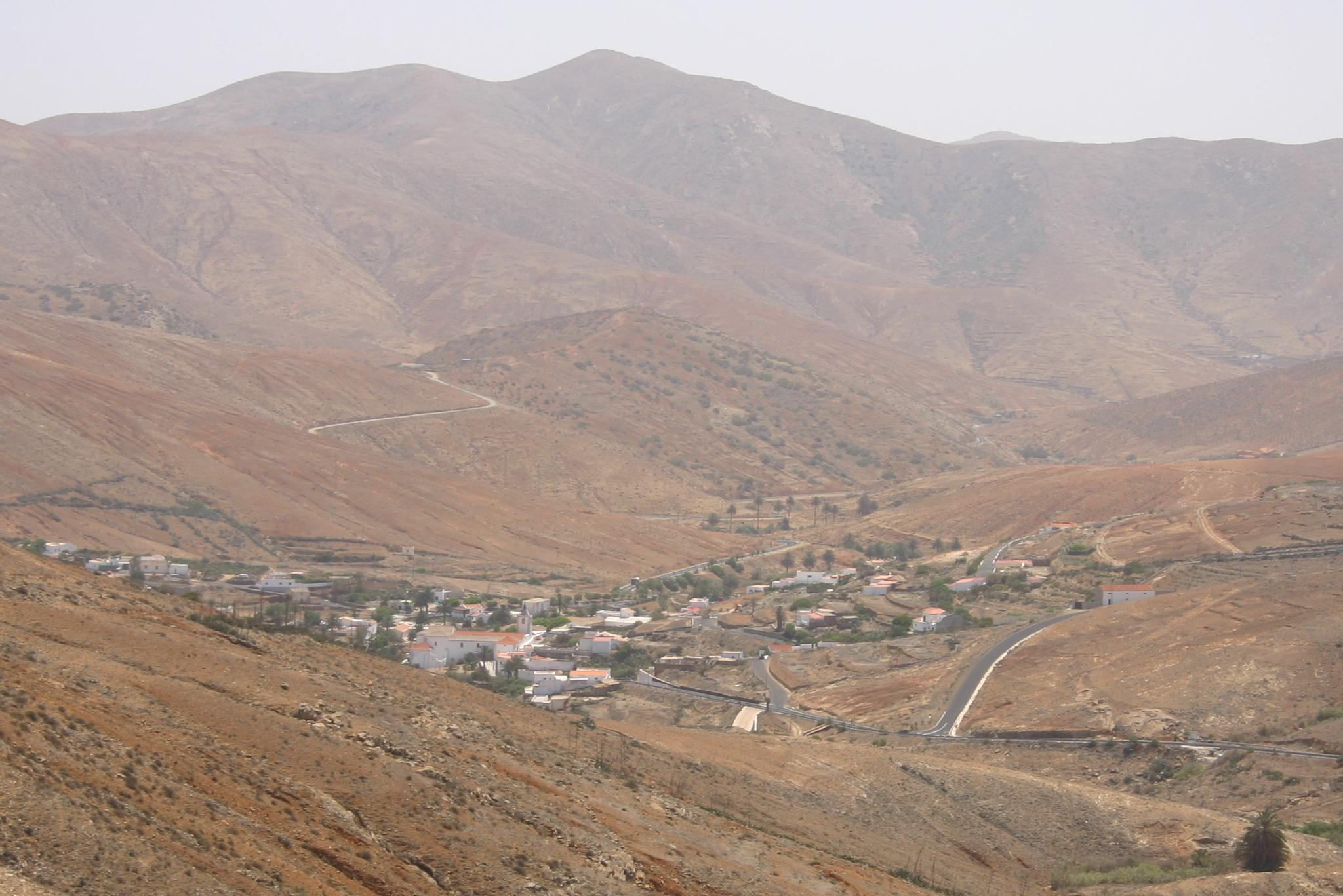
Zona de Betancuria.

Fuerteventura es una isla volcánica situada al este del archipiélago. Tiene una forma alargada en dirección NNE-SSO. Está separada de la isla de Lanzarote, al norte, por la isla de Lobos y el estrecho de La Bocaina. Tiene una superficie de 1.690 km² y 304 kilómetros de costa, lo que la convierte en la segunda isla en extensión del archipiélago (tras Tenerife), y su máxima altitud es de tan solo 807 m y se alcanza en Jandía. Es, pues, una de las islas bajas, lo que quiere decir que no posee un relieve volcánico vigoroso, ni los barrancos se encajan en su superficie. En el centro oeste de la isla aflora la corteza oceánica: Morrete de Yeseros, Cuchillo de Agua Dulce (macizo de Betancuria). Los dos tercios meridionales son un macizo antiguo muy desmantelado, aunque aquí, en la península de Jandía, se encuentran las mayores alturas. El tercio septentrional es un campo de volcanes activo. Son característicos los malpaíses volcánicos, como los del norte, Arena, Chico, Grande, Jacomar y los tres pequeños volcanes de Pájara. El norte de la isla está dividido entre el malpaís de Bayuyo y el jable de Corralejo, uno de los más importantes campos de dunas de Canarias. La llanura interior es una de las regiones más características de la isla. Se extiende desde Montaña Quemada, en el norte, hasta el valle de Tarajal de Sancho al sur. A pesar de la llanura general de la isla los interfluvios entre barrancos son muy estrechos y verticales: cuchillos, se superan los 400 metros. Dominan en la isla los topónimos de reminiscencias cortantes: cuchillos, agujas, o morro, cuando la punta está redondeada. Los barrancos, así, son de fondo plano. La península de Jandía es la unidad más sobresaliente de Fuerteventura. Es un macizo antiguo estrecho y relativamente elevado que presenta los mayores escarpes de la isla. Presenta un abarrancamiento generalizado a dos aguas. Al oeste se extiende la llanura de punta Jandía. Enlaza con la isla a través del istmo de La Pared, donde encontramos un importante campo de dunas.

### Relieve de Lanzarote

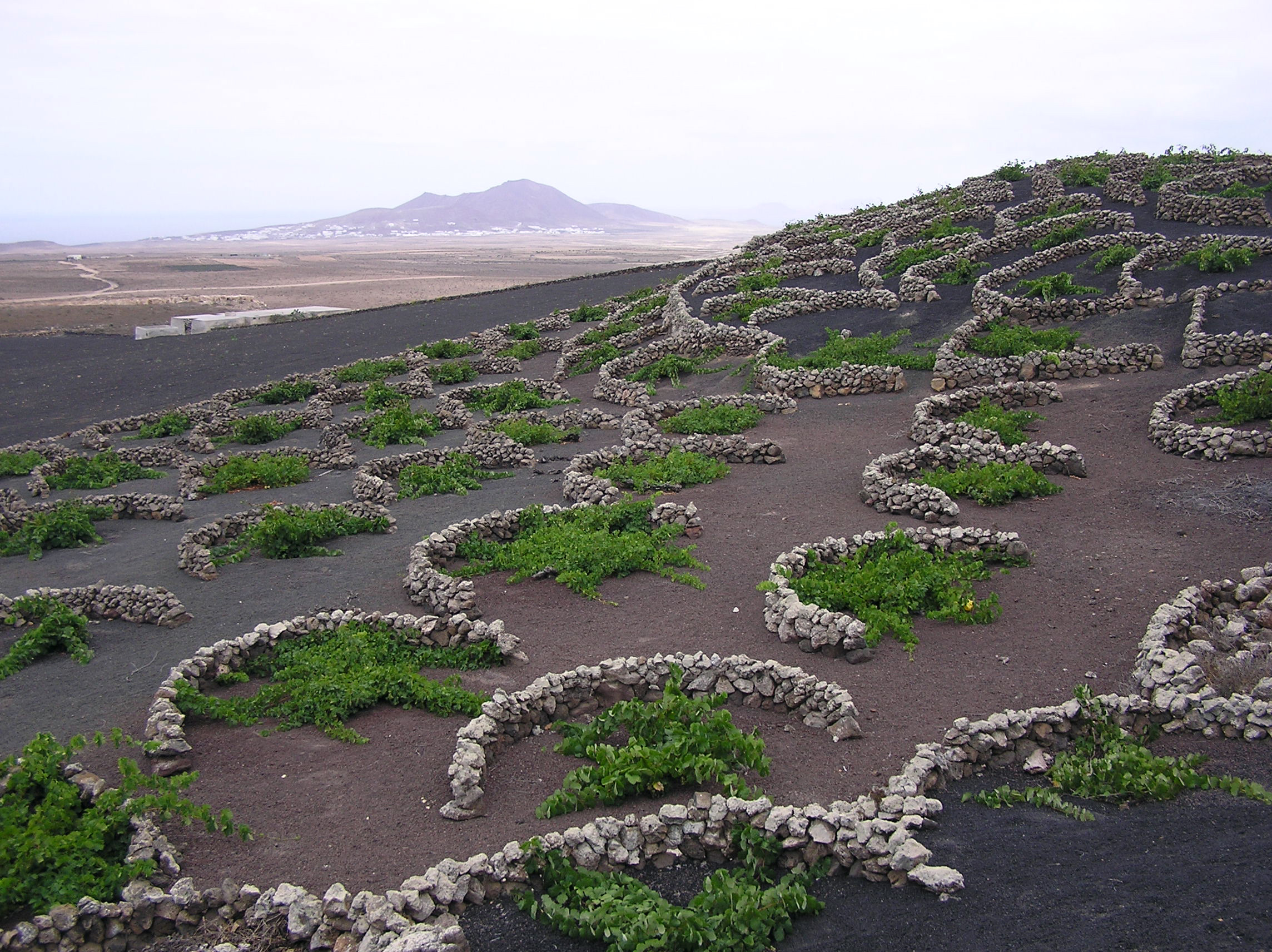
Zona de la Geria.

Lanzarote es una isla volcánica situada en el extremo oriental del archipiélago. Extiende su dominio por tres islas situadas al norte:  La Graciosa, Montaña Clara y Alegranza. Está separada de la isla de Fuerteventura, al sur, por la isla de Lobos y el estrecho de La Bocaina. Tiene una superficie de 845 km², 191 kilómetros de costa y una altitud máxima de 670 metros, que se alcanza en Peñas de Chache, situado al norte. La mayor parte de la isla es un campo de volcanes activo, salvo el extremo norte, donde encontramos el macizo antiguo de Famara, y otro más pequeño al sureste: los Ajaches. Los edificios volcánicos están intensamente erosionados, pero a diferencia de otras islas los interfluvios son alomados y no encrespados. El macizo de Famara buza suavemente hacia el este, en el oeste se eleva en el risco de Famara que se convierte en un espectacular acantilado. Presenta una serie de conos volcánicos: Quemada de Orzola, La Cerca, Los Helechos y La Quemada. El macizo de los Ajaches tiene una estructura muy similar a la de Famara, también con un escarpe elevado al oeste, pero en lugar de dar al mar se extiende a sus pies un poderoso campo de lavas que han taponado los antiguos barrancos. Son los valles de Femés y Fena. Entre estos dos macizos se extiende un amplio campo volcánico, muy reciente, en el que las depresiones que dejan los ríos de lavas son aprovechadas por las aguas corrientes. Todo este campo de lavas se organiza en torno al parque natural de Timanfaya, y a sus erupciones de los siglos XVIII y XIX. La erupción más importante comenzó el 1 de septiembre de 1730 y terminó en 16 de abril de 1736. De esta erupción surgieron los actuales conos de Timanfaya y Pico Partido, y las Montañas de Fuego, compuesta por una serie de conos arracimados. El relieve es pues típicamente volcánico estructural. Abundan los malpaíses de lava cordada, con túneles y cuevas (Cueva de los Verdes y los Jameos del Agua). Timanfaya (El Volcán) se encuentra, a diferencia de otras islas, en la costa occidental de la isla. Entre Timanfaya y los Ajaches se extiende La Geria. Parte de estas coladas se encuentran recubiertas de arenas, que forma activos campos de dunas.

#### Islas menores

##### Relieve de La Graciosa

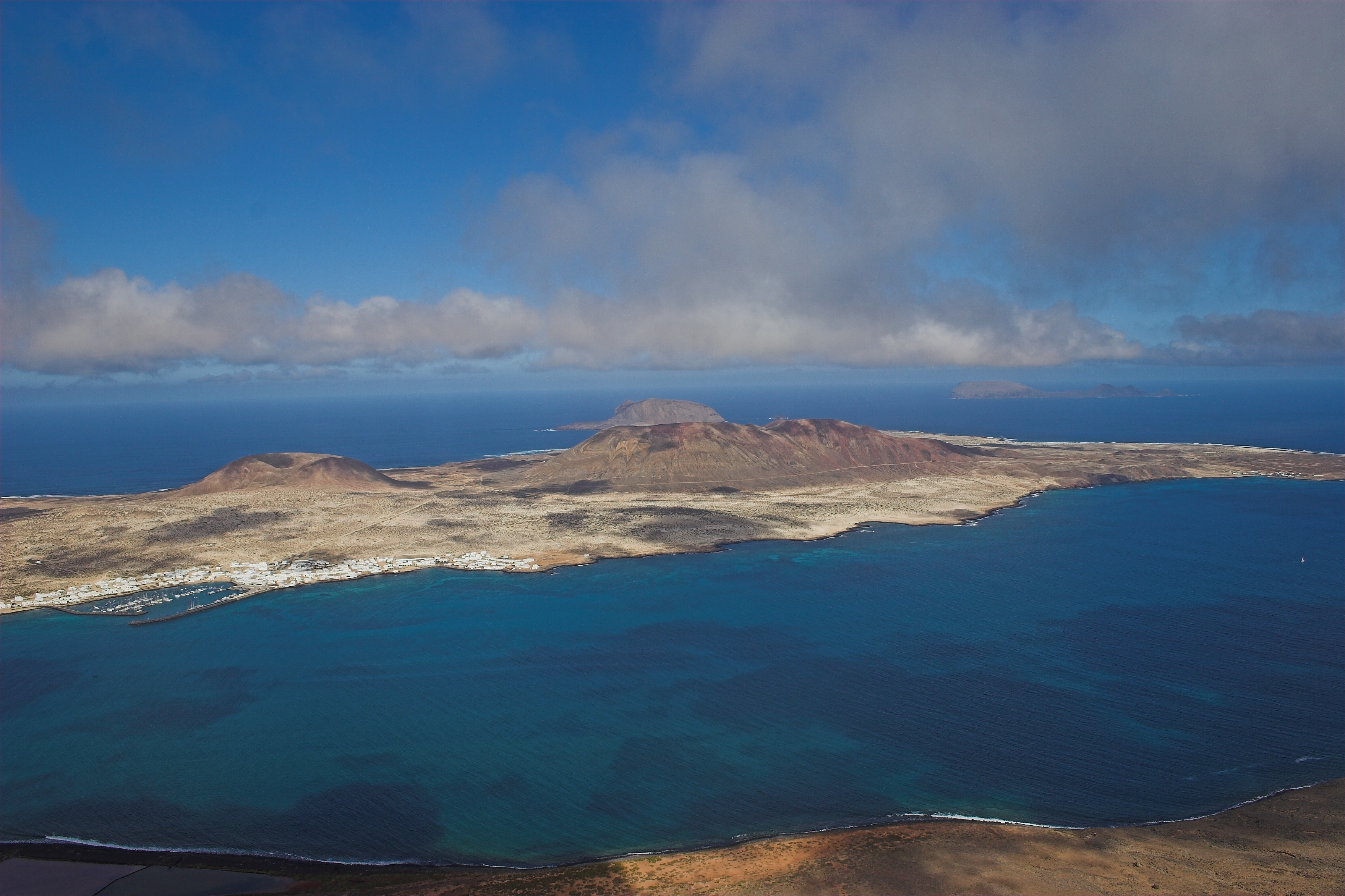
Vista de La Graciosa desde Mirador del Río.

La Graciosa forma parte de un grupo de islas e islotes emergidos durante el Cuaternario llamado Archipiélago Chinijo, compuesto además de por La Graciosa por Alegranza, Montaña Clara y los Roques del Este y del Oeste. Está al noreste de Lanzarote, isla de la que depende administrativamente y de la que la separa un brazo de mar conocido como El Río. La Graciosa tiene una superficie de 27 km² y una altitud máxima de 266 metros. En el paisaje volcánico de La Graciosa se pueden encontrar cráteres como Montaña Amarilla; zonas de "malpei", formadas por emisiones de lava que surgieron de las fisuras de los conos volcánicos; extensas coladas que fluyen desde los conos de cínder. 
El clima es predominantemente seco con temperaturas contrastadas a lo largo del año, alrededor de 20 °C y con escasas precipitaciones (140mm por año). Debido a su escasa altitud, la Montaña de las Agujas con 266m, La Graciosa y el resto del archipiélago no reciben la contribución de humedad proveniente de los vientos dominantes del nordeste (alisios). Diferentes episodios sedimentarios permitieron la acumulación de materiales de granulometría fina como arena, limos y arcillas. Estos suelos tienen un gran interés ecológico pero presentan graves problemas como terrenos de cultivo el cual ha constituyó un factor limitante para el poblamiento humano.

## Recursos hídricos
En la actualidad en Canarias no existen ríos propiamente dichos, existen los barrancos, además de riachuelos con poco caudal, pero de naturaleza perenne, como el de El Cedro, en la isla de La Gomera, el cual dispone de caudal durante todo el año, lo que lo convierte, de hecho, en un río. Esto se debe a la permeabilidad del terreno, la escasez de precipitaciones en muchas zonas, la alta pendiente de los cursos de agua y de una alimentación pluvial dominante, que las nieves en las cumbres más altas no llegan suplir. Pero esta situación también es producto de la acción antrópica. Hasta fechas recientes, salvo en Fuerteventura, Lanzarote y El Hierro, en todas las islas existía cierto número de arroyos permanentes, pero las necesidades de captación de agua para consumo humano ha cortado la regularidad de estos arroyos. Esta necesidad ha hecho imprescindible la explotación de las aguas subterráneas. Los pantanos cortan el curso superficial, los pozos rebajan el nivel de base de los ríos, provocando su desaparición superficial. La forma de extracción de agua subterránea más común es la galería filtrante. El continuo crecimiento de las necesidades de agua, desde finales del siglo XIX, ha provocado que Canarias sean deficitarias en agua, y necesiten recurrir a la desalación del agua del mar para el consumo humano. Este proceso ha tenido especial importancia en Lanzarote, Fuerteventura, Gran Canaria y Tenerife. 
En Canarias las aguas son, mayoritariamente, subterráneas. Aunque existen diferencias notables, en general los materiales volcánicos son mayoritariamente permeables. Las características topológicas de los malpaíses dificultan la escorrentía, y favorece la infiltración. A la porosidad natural de las rocas volcánicas se le añade la presencia de múltiples grietas que aparecen durante el proceso de enfriamiento. A pesar de que existen zonas endorreicas apenas existen lagos naturales. El aprovechamiento de manantiales (nacientes en la terminología local) solo tiene cierta importancia en La Palma y La Gomera, pero ni aquí es un porcentaje significativo. Los pozos y galerías son el principal modo de explotación de las aguas en las islas. La construcción de pantanos para el aprovechamiento de las aguas superficiales en relativamente reciente, pero este sistema es muy ineficaz, ya que las aguas superficiales son irregulares, no existen en las islas grandes vasos de captación y su sustrato es muy permeable. 
Las islas orientales son las más secas del Archipiélago, hecho que las ha convertido en pioneras en la desalación de aguas. De hecho, la primera planta desaladora de España[cita requerida] se instaló en Lanzarote en el año 1964. En la actualidad la práctica totalidad del agua consumida en Lanzarote y Fuerteventura, y en menor medida en Gran Canaria, procede de la desalación[cita requerida]. Globalmente, casi la cuarta parte de la oferta de agua en Canarias procede de plantas que potabilizan agua de mar.[cita requerida]

## Clima

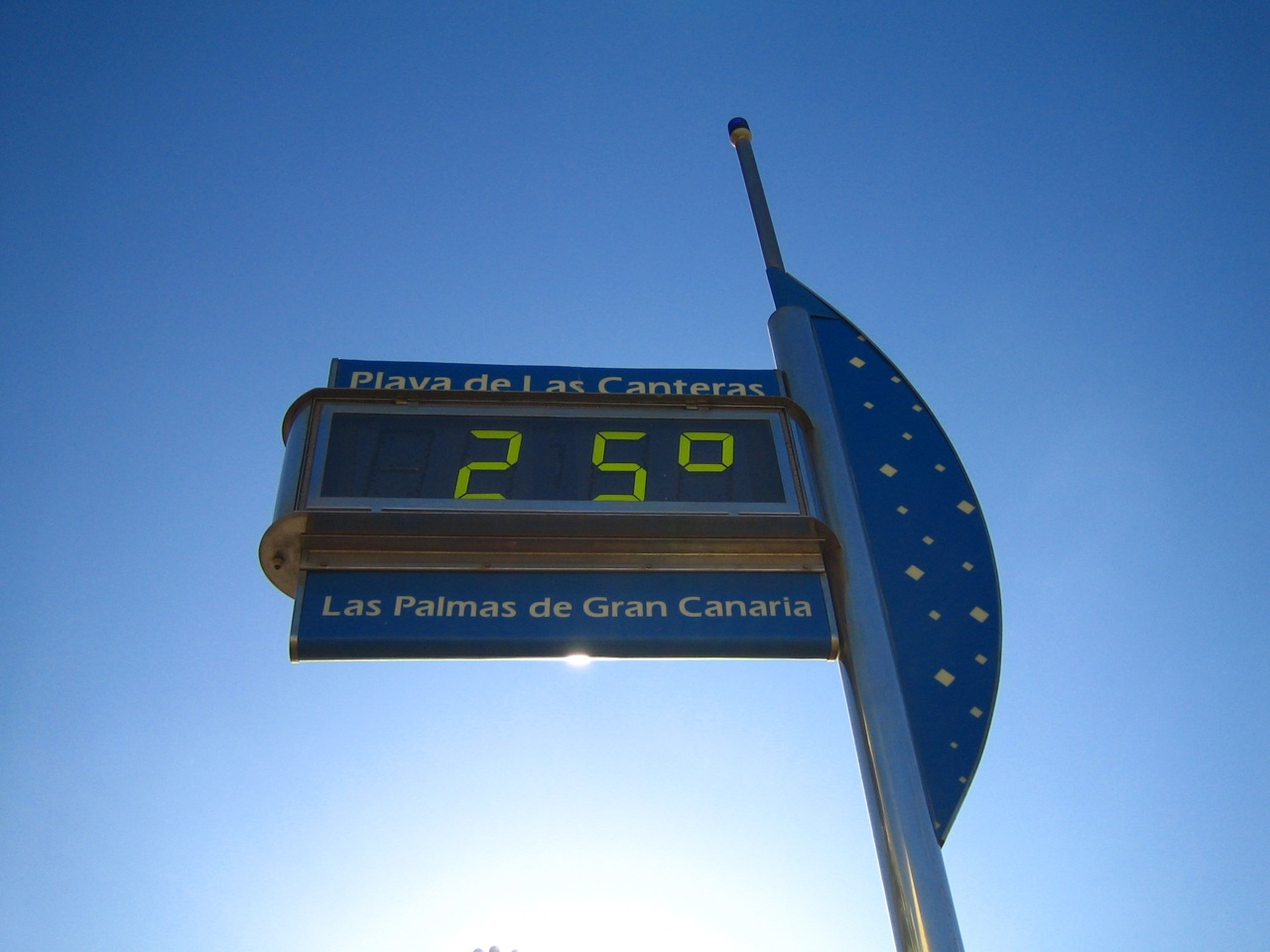
Diciembre en la Playa de Las Canteras

El clima dominante en Canarias es subtropical seco en las zonas orientadas a sotavento(sur y oeste)y húmedo en las zonas orientadas a barlovento(norte y este), pero debido a su posición en medio del Atlántico Central Oriental y a su relieve existen numerosos microclimas muy significativos. Canarias está influenciada por las altas presiones subtropicales que se generan en las Azores y la posición de la zona de convergencia intertropical.Aunque el régimen de vientos alisios es dominante, la variación estacional del anticiclón de las Azores permite la llegada de masas de aire polar, y la proximidad al continente africano, a la altura del Sáhara, permite la llegada de masas de aire tropical continental secas y cálidas, en numerosas ocasiones acompañada de polvo en suspensión (calima) y en los meses de agosto, septiembre , octubre y noviembre tienen cierta relevancia la formación de ondas tropicales procedentes de la zona de convergencia intertropical,causantes de lluvias y tormentas fuertes si éstas encuentran las condiciones propicias de calor del océano circundante y la elevada evaporación y si las condiciones son aún más favorables pueden convertirse en depresiones tropicales con los conseguientes efectos adversos que producen, más inusuales son las tormentas tropicales o huracanes, no obstante las islas pueden ser afectadas por estos fenómenos ocasionalmente, en el siglo XXI dos tormentas tropicales han afectado a las islas, la tormenta tropical Delta en noviembre de 2005 y la tormenta tropical Hermine en septiembre de 2022, dejando daños importantes, también algunos huracanes han pasado cerca de las islas.Los centros de acción principales son el anticiclón de las Azores y la posición de la Zona de convergencia intertropical, pero también, y de forma secundaria, el frente polar y las bajas presiones saharianas.
Canarias está, preeminentemente, bajo el dominio de los vientos alisios procedentes del flanco oriental del anticiclón de las Azores. Estos vientos son muy constantes y tienen una velocidad regular de entre 20 y 22 km/h, y una componente que varía entre el este y el noreste. Estos vientos soplan de forma casi permanente. En verano tienen una frecuencia de hasta el 90%, mientras que en el invierno esta proporción se reduce al 50%. El rasgo más interesante de estos vientos es su estratificación en dos capas, una baja y húmeda y otra alta y seca. Esta circunstancia genera una inversión térmica de límites variables y cuya consecuencia más llamativa es la aparición de un «mar de nubes» en las vertientes orientadas a los vientos dominantes. El mar de nubes crea un efecto invernadero que contribuye a la estabilidad térmica de las zonas bajas. Además, estas nubes impiden la llegada de grandes cantidades de rayos solares al mar, lo que contribuye a la estabilidad de la corriente fría de Canarias, una corriente marina que dulcifica las temperaturas del archipiélago. Gracias a la inversión térmica, que impide el ascenso de la humedad, las capas bajas de la atmósfera tienen un elevado índice de humedad relativa, sobre todo entre los 500 y los 1200 metros. Este índice de humedad puede llegar al 100% y provocar lo que se llama lluvia horizontal que es cuando la niebla entra en contacto con las hojas de los árboles provocando su condensación y constante goteo de agua creando un ambiente muy húmedo.

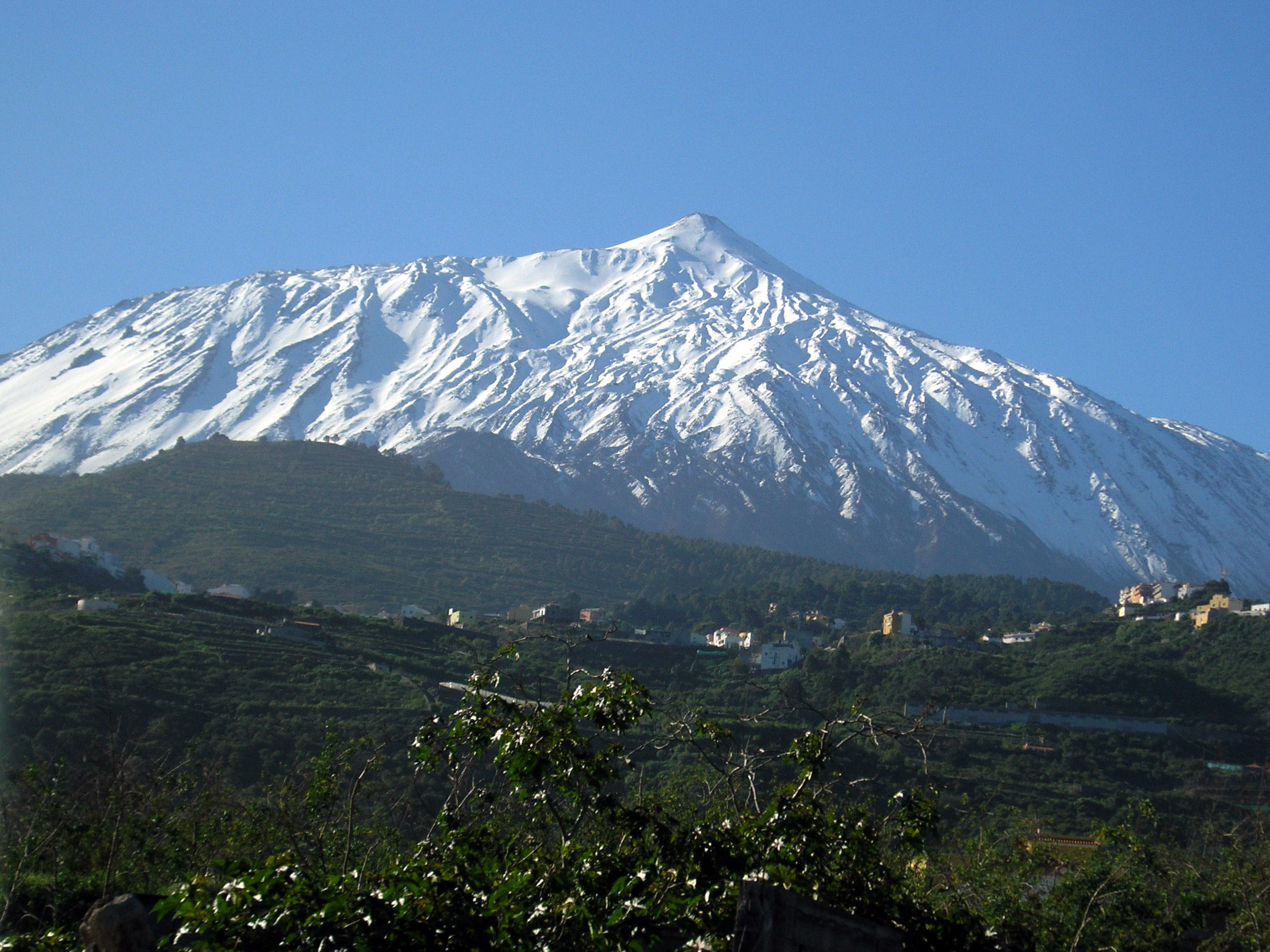
Nieve en el Teide.

Además de los vientos alisios en las islas montañosas hay que tener en cuenta los vientos locales, tanto la brisa marina como los vientos que ascienden (adiabáticos) hacia las cumbres por el día, o descienden (catabáticos) hacia la costa por la noche.
El clima de Canarias está templado por la corriente fría de Canarias. Esta corriente marina procedente del norte es una bifurcación de la corriente del Golfo, que al encontrarse con las Azores se divide en dos ramales, uno cálido que va hacia el norte y otro frío que desciende hasta Canarias, tras pasar por la costa sur de Portugal y la occidental del norte de África. En Canarias los vientos alisios tienden a desplazar las aguas superficiales hacia el centro del Atlántico favoreciendo el ascenso de las aguas frías, que por lo general viajan más profundas. La presencia de la corriente fría atenúa la estratificación en dos capas de los alisios.
La presencia, cercana, del desierto del Sáhara también tiene su influencia sobre el clima canario. Se manifiesta por la advección de aire tropical muy cálido, seco y con grandes cantidades de polvo en suspensión, que dificultan la visibilidad (calima). Por lo general son vientos fuertes con una componente este o sureste muy marcada cuando esta situación se produce en invierno, que es cuando es más común debido a que sobre el desierto del Sáhara se instala un anticiclón en invierno, aunque se puede producir también en verano cuando afecta al desierto del Sáhara una baja térmica con intrusiones de aire tropical muy seco,(cuando está situación se da en verano se producen las temperaturas más altas del año pudiéndose alcanzar los 40 grados en zonas de interior y del sur de las islas, además, de la ausencia de viento o viento débil en zonas medias de las islas), debido a que el anticiclón de las Azores se desplaza más hacia el norte de su posición habitual y, por lo tanto, se debilita en la región. Es lo que se conoce como tiempo sur. Por lo general es una situación que puede durar entre unos días y una o dos semanas volviéndose a recuperar el tiempo habitual de los alisios.
También el frente polar llega hasta aquí, cuando el anticiclón de las Azores está muy al sur y muy retirado hacia el centro del océano. Esto supone, siempre, la llegada de lluvias más o menos intensas que caen en la vertiente opuesta a la de los alisios, ya que los vientos tienen una componente N-NO, pero también llegan con componente NE e incluso SO, que pueden dejar precipitaciones importantes. Normalmente a Canarias le llegan los extremos de las vaguadas de las borrascas. Las masas de aire frío hacen bajar las temperaturas pero sólo moderadamente en la costa, y algo más acusadamente en altitud cuando entran de componente N-NO y NE  y suben las temperaturas si vienen de componente SO debido a la intrusión de aire tropical marítimo muy húmedo.

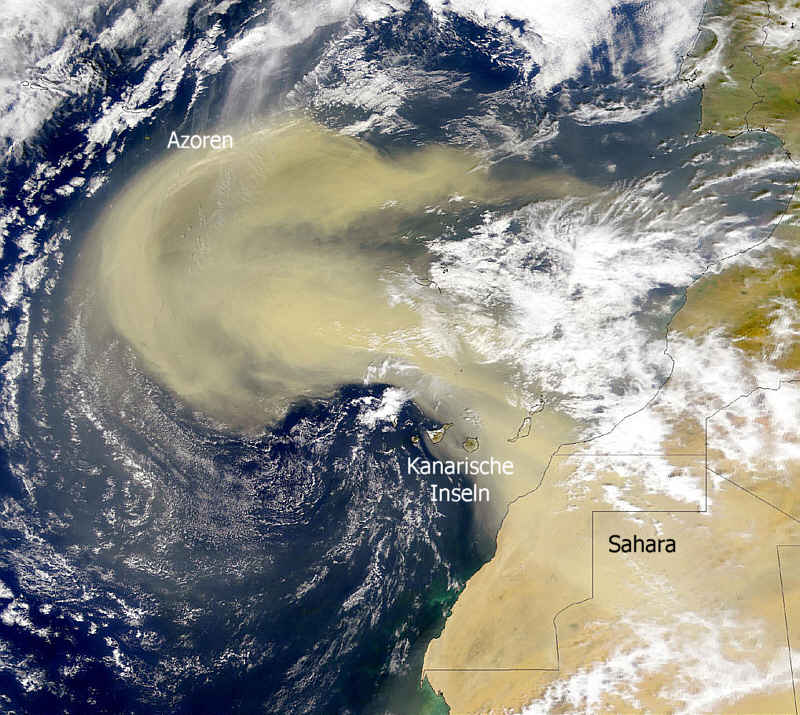
Nube de calima procedente de África.

La combinación de vientos, la corriente marina y los centros de acción hace que las temperaturas en Canarias sean notablemente estables y menos calurosas de lo que a su latitud le corresponderían. Las temperaturas más altas en términos absolutos se alcanzan en agosto, septiembre y octubre,y en menor medida en noviembre. Las temperaturas más frías se dan en enero, seguida muy de cerca de febrero. La oscilación térmica entre el mes más cálido y el más frío está por debajo de los 10 °C, entre los 18 y los 25 °C, salvo en las cumbres montañosas, en donde puede llegar a los 13 °C,en general,la temperatura media anual en las costas expuestas a la influencia de los vientos alisios(norte y este) es de 22 grados y en las costas de sotavento (sur y oeste),es de 23,5 grados hasta los 200 metros de altura,la media anual de las temperaturas empieza a bajar a medida que se incrementa la altitud siendo a 600 metros de altitud de entre 18 a 19 grados y de unos 13 grados a una altitud de 2000 metros, sólo en el pico del Teide(3715 m.), la media anual está por debajo de los 10 grados y las heladas y nevadas son habituales en invierno. La presencia de la corriente fría de Canarias hace que las olas de calor lleguen antes a las capas altas que a las bajas. Así pues, el típico gradiente altitudinal negativo que se da con la altura en Canarias está casi anulado.
El clima está condicionado por la topografía. La existencia de altas montañas pone obstáculos a la circulación de los alisios. El efecto barrera se potencia en las montañas, y en las vertientes de barlovento se acumulan las nubes y las lluvias, mientras que el efecto foehn se muestra muy activo a sotavento.
Las precipitaciones presentan un patrón muy claro en el que la altitud es decisiva. Lanzarote y Fuerteventura, islas bajas, presentan rasgos de aridez muy marcados, con precipitaciones de menos de 100 mm en la costa y de 300 mm en el interior. En general todas las costas de las islas recogen precipitaciones por debajo de los 300 mm. Las precipitaciones aumentan progresivamente con la altitud hasta llegar a los 1200 mm anuales o más en las cumbres más altas. Sólo en el interior de las cañadas del Teide hay un área de menor precipitación en el que no se alcanzan los 300 mm. Hay que tener en cuenta el carácter irregular de las precipitaciones, pudiendo haber años más lluviosos y otros más secos,en general,las precipitaciones más intensas se dan en la segunda mitad del verano y otoño seguido del invierno,  pudiendo darse precipitaciones intensas en esta estación también pero la influencia del cambio climático está alterando el patrón de las precipitaciones y de las temperaturas cada vez más altas, incluso, en el océano con una media de 2 grados más altas de lo que es habitual (se prevé que la temperatura del mar siga aumentando con la consiguiente formación de fenómenos tropicales con más frecuencia). La mayoría de los estudios científicos sobre cómo será el clima de Canarias en las próximas décadas constatan que las temperaturas puedan subir 3 ó 4 grados de media en zonas costeras y bajas y de hasta 5 ó 6 grados en zonas medias y altas.

## Vegetación

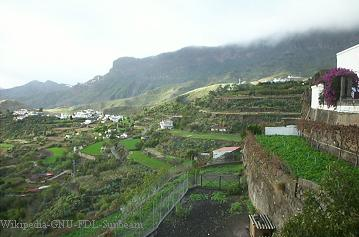
Zona de Tejeda, Gran Canaria.

Canarias es un auténtico paraíso botánico de especies macaronésicas. Sus características climáticas, topográficas y la insularidad favorecen la aparición de endemismos. En general la vegetación canaria es de carácter xerófilo, sin embargo la posición y las condiciones hidrológicas de las vertientes de barlovento permiten la existencia hasta de un bosque ombrófilo o pluvisilva. Así la altitud se convierte en un elemento decisivo de la distribución de la vegetación. En Canarias vamos a distinguir cinco pisos, el basal dominado por un matorral xerófilo; el de transición, dominado por un bosque termófilo de sabinas; el piso de laurisilva; el piso del pinar; y el piso del matorral de montaña. En Lanzarote y Fuerteventura solo aparecen los dos primeros pisos. El último piso solo aparece en Tenerife y La Palma. Los vientos constantes hace adoptar a las plantas, en ciertos lugares, posiciones achaparradas y tendentes a la horizontalidad. Además de los pisos, hay que tener en cuenta los fenómenos de colonización reciente sobre las coladas volcánicas más modernas. Por último, no debemos de olvidar la intensa transformación de la biocenosis de carácter antrópico.

### Piso basal
El piso basal se desarrolla entre el nivel del mar y los 200 metros de altitud. Esta diferencia depende de la posición a sotavento, más alto, o a barlovento, más bajo. Se caracteriza por la presencia de un matorral xerófilo de especies del género Euphorbia como el cardón y la tabaiba. Está presente en todas las islas, pero es dominante en Lanzarote y Fuerteventura. En las proximidades de la costa aparecen especies halófilas, como la lechuga de mar, la uvilla de mar o la siempreviva. Estas especies aparecen, particularmente, en los salares. En las zonas arenosas de las islas orientales encontramos especies adaptadas a este suelo tan pobre, con plantas de la familia Chenolea. En todas las islas encontramos formaciones de tarajales y tamarix canario. Este es el piso que ha sufrido un mayor impacto antrópico, que ha desplazado la mayoría de las especies naturales. Así encontramos grandes extensiones de aulagas y árboles frutales comerciales. Durante mucho tiempo también se extendieron las praderas de pasto para el ganado, pero el impacto de la economía turística ha provocado el abandono de estas zonas y se ha permitido la aparición de especies secundarias oportunistas. Es el piso más explotado por el hombre a partir del último siglo, con los cultivos del plátano y el desarrollo del turismo.

### Piso de transición
El piso de transición se extiende desde los 200 hasta los 500 o 1000 metros de altitud dependiendo de la orientación. Se caracteriza por la presencia de especies termófilas de carácter arborescente como la sabina, el acebuche, el peralillo, el mocán, el barbusano, el marmulán, la palmera y el drago. Está presente en Gran Canaria, Tenerife, La Palma, La Gomera y El Hierro. No es un piso que presente una gran uniformidad. Está formado por bosques aislados más o menos extensos. Destacan los bosques de sabinas, localizados, principalmente en las vertientes oeste y suroeste. También este piso ha sufrido la incidencia antrópica, ya que coincide con las mejores zonas de cultivo (medianías), siendo el lugar donde se ubicaban tradicionalmente la mayoría de los núcleos de población.

### Piso de laurisilva

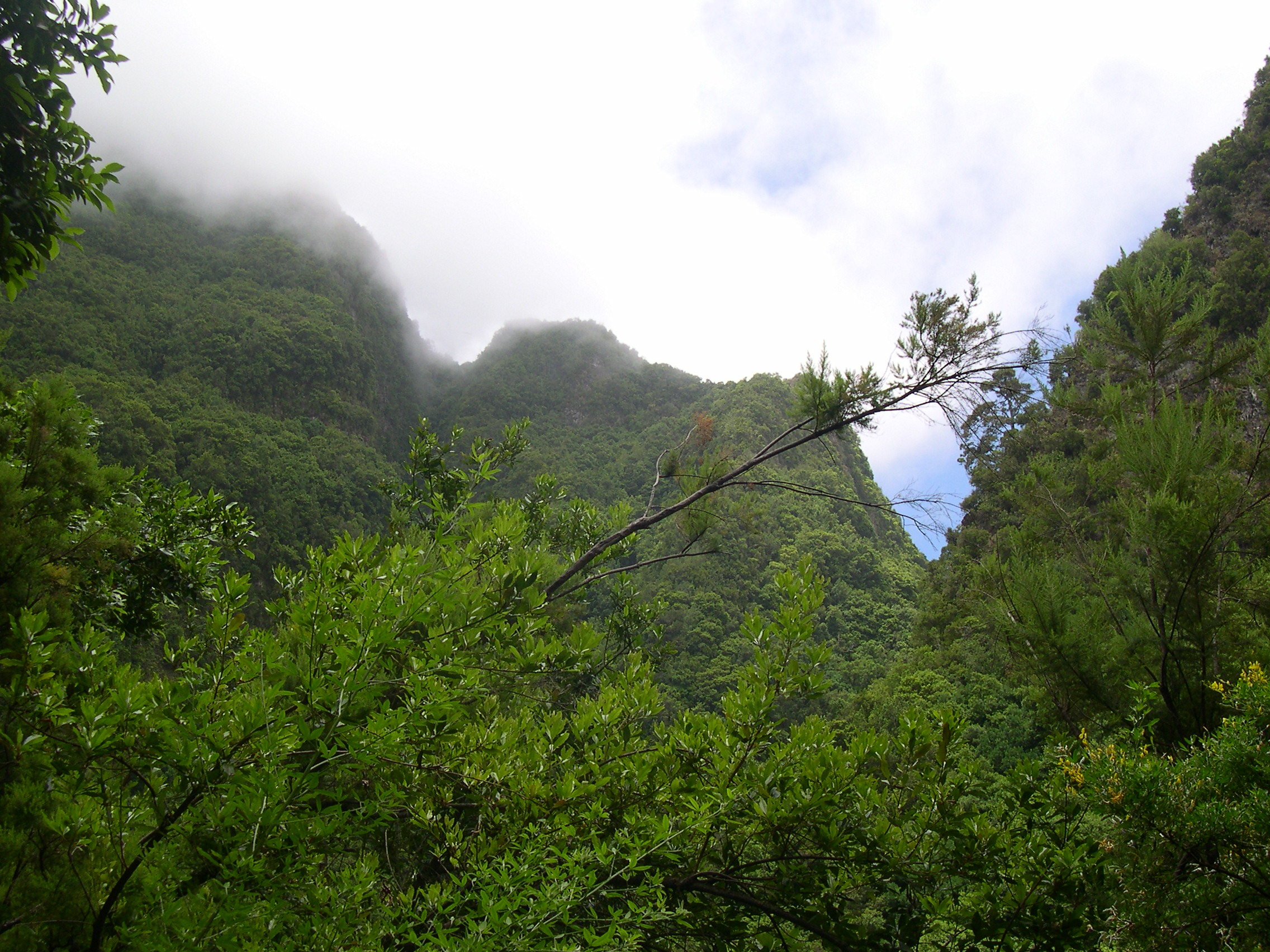
Bosque de laurisilva en La Palma.

El piso de laurisilva se desarrolla desde los 500 a los 1200 metros en las vertientes septentrionales y orientales de las islas. Se trata de un bosque ombrófilo, que se hace posible gracias a las condiciones hídricas que encontramos son muchas, aunque el laurel es la más importante. Mezclándose con la laurisilva aparece el brezo y la faya, que es una forma de transición entre este piso y el del pinar. Se considera que el brezo y la faya aparecen como especies dominantes tras la degradación del bosque de laurisilva. Está presente en Tenerife, Gran Canaria, La Gomera, La Palma y en menor extensión en El Hierro.

### Piso de pinar
El piso del pinar se desarrolla entre 500 metros (a sotavento) o los 1200 (a barlovento) y llega hasta los 2.000 metros de altura. Así pues, está más desarrollado a sotavento que a barlovento, ocupando las zonas de sotavento en las que está ausente la laurisilva, debido a unas escasas precipitaciones. Además, se encuentran en las vertientes que tienen una mayor insolación y cierto riesgo de heladas. Está presente en Tenerife, Gran Canaria, La Palma y El Hierro. Los bosques de pino canario forman las manchas forestales más extensas de las islas. El pino canario es la especie dominante, y casi exclusiva, ya que el sotobosque es muy pobre. El pino canario se caracteriza por su resistencia al fuego, una adaptación evolutiva en una archipiélago volcánico.

### Piso de matorral

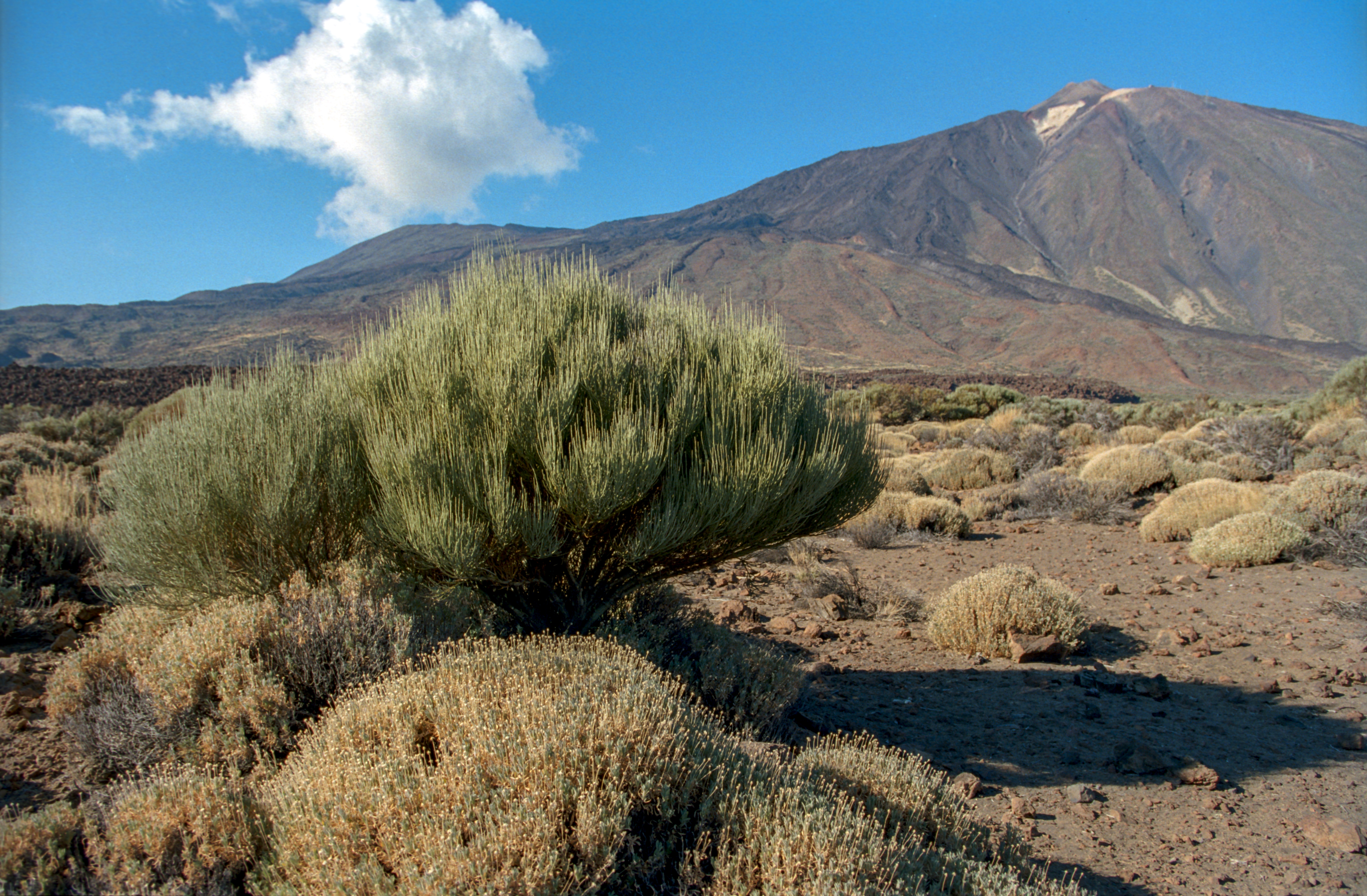
Zona de matorral en el parque nacional del Teide en Tenerife.

El piso del matorral de montaña se desarrolla a partir de los 2.000 metros de altitud. A tales altitudes, y debido a las peculiaridades del clima canario, las temperaturas son bajas, el aire seco, el viento fuerte y la insolación intensa. Estas son malas condiciones para que se desarrolle un estrato arbóreo. El matorral de montaña es una formación baja y abierta de porte rastrero. Encontramos este piso tan solo en las islas de Tenerife y La Palma. Este piso es de una riqueza florística fabulosa. Aquí se encuentran una parte notable de los endemismos canarios, por eso las especies que aparecen en La Palma no son las mismas, ni tienen la misma importancia que en Tenerife. En La Palma predominan los codesares, que forman un matorral compacto en el que las retamas se acantonan en las zonas más rocosas. Aparece, también, retamón, pensamiento de las cumbres y violeta canaria. Por el contrario en Tenerife predomina la retama; mientras que el codeso es marginal, y las demás especies tiene una presencia testimonial, aunque importante en algunos sectores.